# Die Grille (1917)
Die Grille ist ein deutsches Stummfilm-Melodram von 1917 von Heinrich Bolten-Baeckers.

## Handlung
Die im Gebirge spielende Geschichte enthält das klassische Handlungskonstrukt zweier „Königskinder“, die nicht zusammenkommen können. Ein junges Mädchen, elfengleich in ihrem Wesen und von liebreizender Unschuld, wird von den argwöhnischen und einfältigen Dorfbewohnern als Hexe verdächtigt. Dabei ist sie lediglich auf der Suche nach ein wenig Glück und Liebe. Eines Tages lernt sie einen jungen Mann kennen, dem sie rasch ihr Herz schenkt und der sich ganz ihrer annimmt. 
Das Lebensglück scheint perfekt – doch oh Schreck: Der Jüngling erweist sich als ihr Halbbruder! Die holde Maid darf nicht mit ihm zusammenkommen und kann sich doch ebenso wenig von ihm trennen. Und so beschließt die Unglückselige, bei einem Wehr ihr Leben mit einem Sprung ins kalte, reißende Nass einer geöffneten Schleuse zu beenden, um nicht der Todsünde der Bruderliebe anheimzufallen.

## Produktionsnotizen
Die Grille, angekündigt als ein Bauerndrama, entstand im BB-Film-Atelier in Berlin-Steglitz, Berlinickestr. 11. Der Dreiakter mit einer Länge von 1052 Metern passierte im Oktober 1917 die Filmzensur und wurde noch im selben Monat in den Kammerlichtspielen am Potsdamer Platz uraufgeführt.

## Kritik
„Einer der schönsten Olga Desmond-Films. Im Rahmen einer Kette kunstvollendeter lebender Gemälde spielt sich eine tragische, tiefbewegte Handlung ab. Einzelne Szenen, besonders jene, in welchen Olga Desmond ‚zur Nachtzeit‘, wenn die Grillen zirpen und die Nachtigallen schlagen, am stillen Weiher mit ihrem Spiegelbild tanzt, sind von geradezu bezwingender Schönheit. Auch die Volksszenen und die Gebirgsbilder, speziell jene in der Klamm und am Wasserfall, sind einzig schön geraten. (…) Die glänzende Regie und insbesondere die photographischen Effekte stempeln diesen Film zu einem Stimmungsbild erste Ranges.“